# Dominik Landertinger
Dominik Landertinger (Braunau am Inn, 13 de enero de 1988) es un deportista austríaco que compitió en biatlón.
Participó en tres Juegos Olímpicos de Invierno, obteniendo cuatro medallas: plata en Vancouver 2010, dos platas en Sochi 2014 y bronce en Pyeongchang 2018.
Ganó cinco medallas en el Campeonato Mundial de Biatlón entre los años 2009 y 2020.

## Palmarés internacional
| Juegos Olímpicos   | Juegos Olímpicos            | Juegos Olímpicos  | Juegos Olímpicos |
| Año                | Lugar                       | Medalla           | Prueba           |
| ------------------ | --------------------------- | ----------------- | ---------------- |
| 2010               | Vancouver (Canadá)          | Medalla de plata  | Relevo           |
| 2014               | Sochi (Rusia)               | Medalla de plata  | Velocidad        |
| 2014               | Sochi (Rusia)               | Medalla de plata  | Relevo           |
| 2018               | Pyeongchang (Corea del Sur) | Medalla de bronce | Individual       |
| Campeonato Mundial |                             |                   |                  |
| Año                | Lugar                       | Medalla           | Prueba           |
| 2009               | Pyeongchang (Corea del Sur) | Medalla de oro    | Salida en grupo  |
| 2009               | Pyeongchang (Corea del Sur) | Medalla de plata  | Relevo           |
| 2016               | Oslo (Noruega)              | Medalla de plata  | Individual       |
| 2017               | Hochfilzen (Austria)        | Medalla de bronce | Relevo           |
| 2020               | Anterselva (Italia)         | Medalla de bronce | Individual       |